# アルタミラ洞窟
アルタミラ洞窟（アルタミラどうくつ、西: Cueva de Altamira、英: Altamira cave）は、スペイン北部、カンタブリア州の州都サンタンデルから西へ30kmほどのサンティリャーナ・デル・マル近郊にある洞窟。ユネスコの世界遺産に登録されているアルタミラ洞窟壁画で知られる。
洞窟の長さは約270mほど。

## アルタミラ洞窟壁画
アルタミラ洞窟壁画は、先史ヨーロッパ時代の区分で主にマドレーヌ期（約18,000年 - 10,000年前）と呼ばれる旧石器時代末期に描かれた野牛、イノシシ、馬、トナカイなどの動物を中心とする壁画である。ユネスコの世界遺産（文化遺産）に登録されている（ID310）。
壁画は、ソリュトレ期に属する約18,500年前頃のものと、マドレーヌ期前期頃の約16,500年前～14,000年前頃のものが含まれる。約13,000年前に落石によって洞窟の入り口が閉ざされたと考えられ、これにより幸運にも壁画は外気から遮断され、理想状態に保存がされている。
これらの壁画は、1879年にこの地の領主であり法律家でありアマチュアの考古学者でもあるマルセリーノ・サンス・デ・サウトゥオラ侯爵（Marcelino Sanz de Sautuola）の5歳の娘マリアによって偶然発見された。侯爵はこれらの絵が旧石器時代のものであると考え、1880年に発表したが、当時は旧石器時代の絵が知られておらず、学界からは侯爵の捏造だと疑われた。20年ほどの間に、他の地でもいくつかの洞窟壁画の事例が報告されたが、これらの絵にも当初は否定的な見解がなされた。侯爵は失意の中、1888年に57歳でこの世を去った。しかし、1900年代に入ると科学的な調査も進み、これらの洞窟壁画は間違いなく旧石器時代の絵と認識されるようになった。侯爵の死から15年後、侯爵の論文を否定したトゥルーズ大学のカルテラック教授は洞窟壁画に関する肯定的な論文を発表し、かつて侯爵の論文を否定したことを謝罪した。
なお、先にも書いてある通り、発見されたのは偶然だが、領主は1869年に地方に住んでいた猟師に洞窟に関する話を聞いたことがあるが、当時は興味を示さず、1878年にパリの展覧会で旧石器時代の展示物を見て洞窟壁画の存在を察知していたとのこと。
アルタミラ洞窟の壁画は、外気に触れて痛みがひどくなっているので、現在は公開されていない。また、他の地域の洞窟壁画も同様の理由により現在は非公開とされている。

### レプリカ
下記の3箇所にレプリカがある。
- アルタミラ国立博物館研究センター
- 国立考古学博物館（スペイン、マドリード）

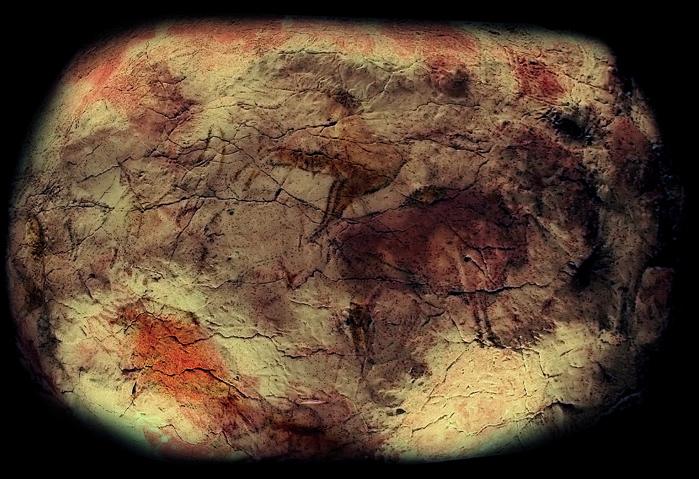
スペイン国立考古学博物館のレプリカ

- ハビエル城博物館（三重県志摩市の複合リゾート施設「志摩スペイン村」のテーマパーク「パルケエスパーニャ」内）

## 世界遺産
1985年に「アルタミラ洞窟」（Altamira Cave / Grotte d'Altamira）として単独登録されたが、2008年にはさらに17箇所が追加される形で拡大登録され、「アルタミラ洞窟とスペイン北部の旧石器洞窟美術」と改称された。追加された17洞窟は大西洋岸の3自治州にまたがっており、カンタブリア州に9洞窟、アストゥリアス州に5洞窟、バスク自治州に3洞窟（ビスカヤ県1、ギプスコア県2）がある。

### 構成洞窟
1985年登録
- アルタミラ洞窟（カンタブリア州）

2008年追加
- ラ・ペーニャ・デ・カンダモ洞窟（アストゥリアス州）
- ティト・ブスティーリョ洞窟（アストゥリアス州）
- コバシエーリャ洞窟（アストゥリアス州）
- リョニン洞窟（アストゥリアス州）
- エル・ピンダル洞窟（アストゥリアス州）
- チュフィン洞窟（カンタブリア州）
- オルノス・デ・ラ・ペーニャ洞窟（カンタブリア州）
- カスティーリョ山・エル・カスティーリョ洞窟（カンタブリア州）
- カスティーリョ山・モネダス洞窟（カンタブリア州）
- カスティーリョ山・パシエガ洞窟（カンタブリア州）
- カスティーリョ山・ラス・チメネアス洞窟（カンタブリア州）
- エル・ペンド洞窟（カンタブリア州）
- ラ・ガルマ洞窟（カンタブリア州）
- コバラナス洞窟（カンタブリア州）
- サンティマミニェ洞窟（ビスカヤ県）
- エカイン洞窟（ギプスコア県）
- アルチェリ洞窟（ギプスコア県）

### 登録基準
この世界遺産は世界遺産登録基準のうち、以下の条件を満たし、登録された（以下の基準は世界遺産センター公表の登録基準からの翻訳、引用である）。
- (1) 人類の創造的才能を表現する傑作。
- (3) 現存するまたは消滅した文化的伝統または文明の、唯一のまたは少なくとも稀な証拠。